# Chattancourt
Chattancourt is een gemeente in het Franse departement Meuse (regio Grand Est) en telt 180 inwoners (2005).
De plaats maakt deel uit van het kanton Clermont-en-Argonne in het arrondissement Verdun. Op 1 januari 2015 werd het met vijf andere gemeentes overgeheveld van het kanton Charny-sur-Meuse, dat op die dag werd opgeheven.

## Geschiedenis
Tijdens de Eerste Wereldoorlog lag Chattancourt lange tijd achter het Franse front tot de slag om Verdun. Het Duitse leger zette op 21 februari 1916 het offensief in op de oostelijke Maasoever begonnen naar op 6 maart werd het offensief uitgebreid naar de westelijke oever. Om de strategische heuvel Le Mort Homme in het noorden van de gemeente werd hevig gevochten tussen maart en juni 1916 en de Duitsers namen de heuvel in maar het front stabiliseerde zich en Chattancourt bleef tijdens de gehele oorlog in Franse handen.

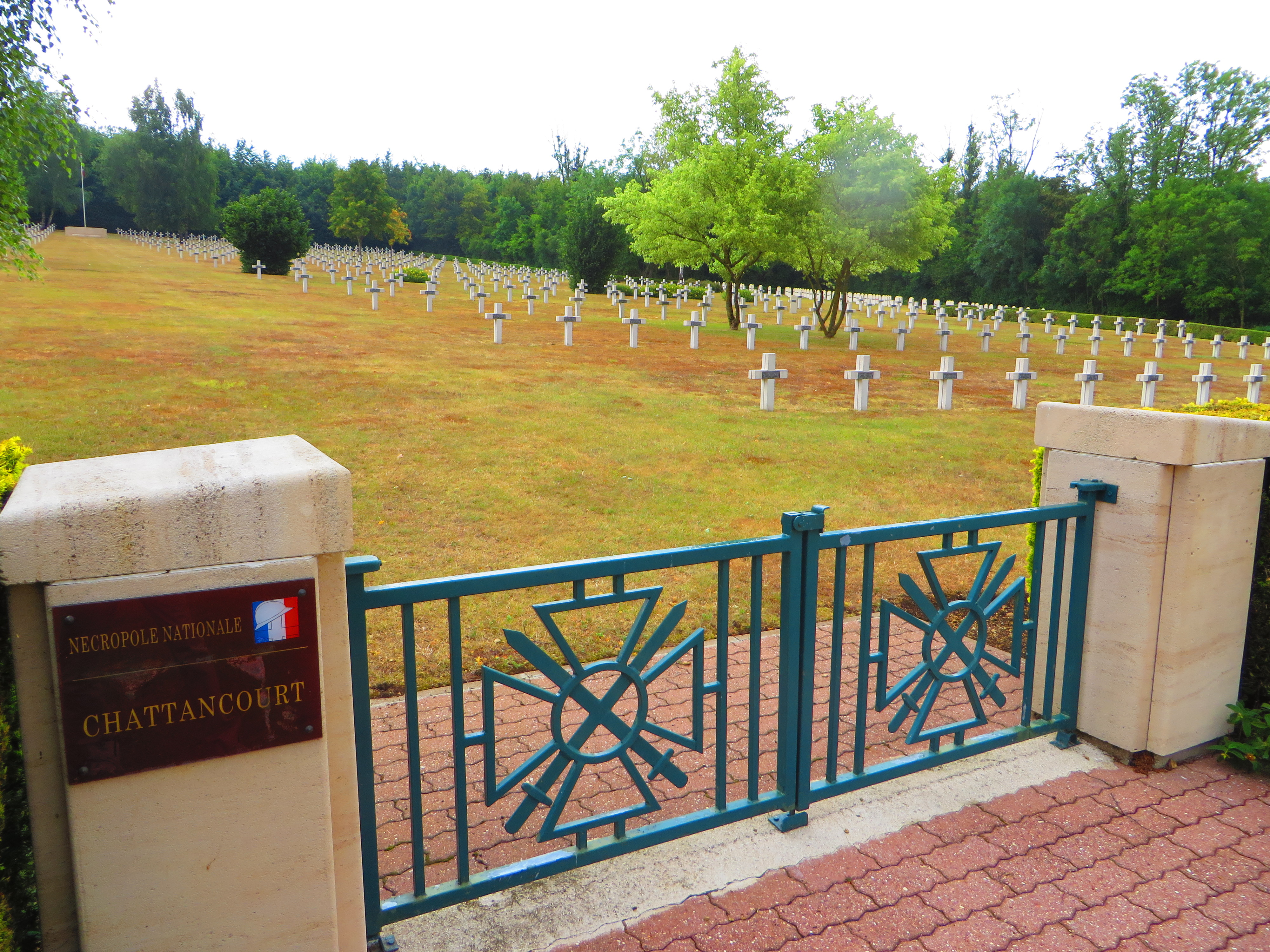
Franse militaire begraafplaats van Chattancourt

## Geografie
De oppervlakte van Chattancourt bedraagt 10,2 km², de bevolkingsdichtheid is 17,6 inwoners per km².
De onderstaande kaart toont de ligging van Chattancourt met de belangrijkste infrastructuur en aangrenzende gemeenten.

## Demografie
Onderstaande figuur toont het verloop van het inwonertal (bron: INSEE-tellingen).